# Rijksbeschermd gezicht 's-Gravenhage - Zorgvliet
Gezicht 's-Gravenhage - Zorgvliet is een van rijkswege beschermd stadsgezicht in de Nederlandse stad Den Haag. De procedure voor aanwijzing werd gestart op 26 oktober 1994. Het gebied werd op 29 oktober 1996 definitief aangewezen. Het beschermd gezicht beslaat een oppervlakte van 70,9 hectare.
Het beschermde gebied valt vrijwel samen met de wijk Zorgvliet.
Panden die binnen een beschermd gezicht vallen krijgen niet automatisch de status van beschermd monument. Wel zal de gemeente het bestemmingsplan aanpassen om nieuwe ontwikkelingen in het gebied te reguleren. De gezichtsbescherming richt zich op de stedenbouwkundige en cultuurhistorische waardering van een gebied en wil het toekomstig functioneren daarvan veiligstellen.